# Chitose etc.
Chitose etc. (ちとせ etc.?) è un manga scritto e disegnato da Wataru Yoshizumi e pubblicato per la prima volta nel 2009 in Giappone nella rivista Margaret della casa editrice Shūeisha e in Italia dal 24 febbraio 2011 per la casa editrice Panini Comics.

## Trama
Chitose è una sedicenne che durante una vacanza incontra e si innamora perdutamente di Yuki, tanto da decidere di andare  ad abitare a Tokyo per frequentare la sua stessa scuola. Yuki ha però già una ragazza, della quale è innamorato anche Akaishi, il suo migliore amico. Una volta che Chitose e Akaishi si confessano a vicenda le loro pene d'amore, il ragazzo le propone di mettersi insieme, per tentare di dimenticare coloro di cui sono innamorati.